# Wenshui
Wenshui (文水县,  Wénshuǐ Xiàn) ist ein chinesischer Kreis der bezirksfreien Stadt Lüliang im mittleren Westen der Provinz Shanxi. Er hat eine Fläche von 1.069 km² und zählt 372.580 Einwohner (Stand: Zensus 2020). Sein Hauptort ist die Großgemeinde Fengcheng (凤城镇).
Der Zetian-Tempel (Zetian miao 则天庙) steht seit 1996 auf der Liste der Denkmäler der Volksrepublik China (4-100).